# 天主教拉皮德城教區
天主教拉皮德城教區（拉丁語：Dioecesis Rapidopolitana）是美國一個羅馬天主教教區，以南達科他州第二大城市拉皮德城為中心。教區屬天主教聖保祿及明尼波利斯總教區，管轄該州密蘇里河以西的二十二個縣。
教區於2010年時有30,700名教友、88個堂區和51名司鐸。1902年8月6日設里德教區。1930年8月1日易名至今。
現任教區主教為伯多祿·彌額爾·穆希奇。